# Chabonas
Chabonas fue un programa humorístico que se emitía desde el 7 de abril hasta el 30 de junio de 2000 por América TV los viernes a las 22:00 (UTC -3)
El programa tenía como eje el humor, trabajando sobre sketches matizados por gags cortos y mantuvo el espíritu innovador y poco convencional que inauguró Alfredo Casero con Cha Cha Cha, y su elenco de artistas procedía en gran parte del under teatral. 
Constó con las actuaciones de: Mariana Briski, Florencia Peña, Lidia Catalano, Jorgelina Aruzzi, Lucas Santa Ana, Valeria Kamenet, Paola Barrientos, Mónica Ayos y Eugenia Guerty.
Los libros pertenecen a M. Briski y Alberto Muñoz, la producción general estuvo a cargo de Andrea Stivel y la dirección es de Martín Cappelletti Gutierrez y Julio Hormaeche.